# Carl Haack

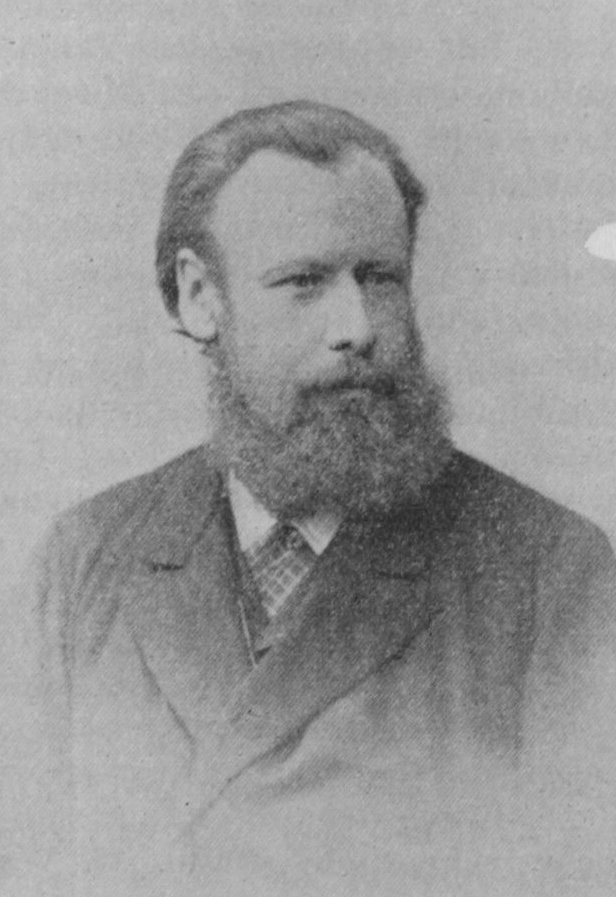
Carl Haack

Carl Heinrich Friedrich Haack (* 12. Dezember 1841 in Schwerin; † 18. Dezember 1908 ebenda) war ein deutscher Fotograf.

## Leben
Haack führte schon in seiner Jugend physikalische und chemische Experimente durch und besaß schon in seinem Elternhaus ein eigenes Labor. Nach der Realschule studierte er am Polytechnikum in Hannover. Anschließend widmete er sich in Wien der Fotografie, wo er die Leitung des fotografischen Ateliers der Kunstverlagsfirma Miethke & Wawra übernahm.
Haack experimentierte mit Foto-Zubehör und entwickelte insbesondere die Trockenplatte weiter. Seine eigene Trockenplattenfabrik verkaufte er 1888 an die Firma Engelhardt & Schattera (später: Langer & Co.). Er selbst zog nach Dresden und widmete sich hier der Malerei.
Von 1865 bis 1896 war Haack Mitglied der Photographischen Gesellschaft in Wien.